# Brittenia subacaulis
Brittenia subacaulis är en tvåhjärtbladig växtart som beskrevs av Célestin Alfred Cogniaux. Brittenia subacaulis ingår i släktet Brittenia och familjen Melastomataceae. Inga underarter finns listade i Catalogue of Life.